# Solage
Solage, francoski skladatelj, † 1403.
O njegovem življenju ni nobenih podatkov, vendar je mogoče sklepati (glede na glasbo in glasbena besedila), v kakšnem okolju je skladatelj živel. Z gotovostjo mu lahko pripisujemo 10 od 12-ih del, ki nosijo njegovo ime v kodeksu Chantilly, glavnemu pisnemu viru glasbe sloga ars subtilior.